# Evanger (przystanek kolejowy)
Evanger – kolejowy przystanek osobowy w Evanger, w regionie Hordaland w Norwegii, jest oddalona od Oslo Sentralstasjon o 403,66 km. Jest położony 15.5 m n.p.m.

## Ruch pasażerski
Należy do linii Bergensbanen, Jest elementem kolei aglomeracyjnej w Bergen i obsługuje lokalny ruch do Bergen, Voss i Myrdal. W ciągu dnia odchodzi z niej ok. 20 pociągów (wszystkie pociągi SKM).

## Obsługa pasażerów
Poczekalnia, parking na 15 samochodów, parking rowerowy. Odprawa podróżnych odbywa się w pociągu.